# 佩卓·門多薩

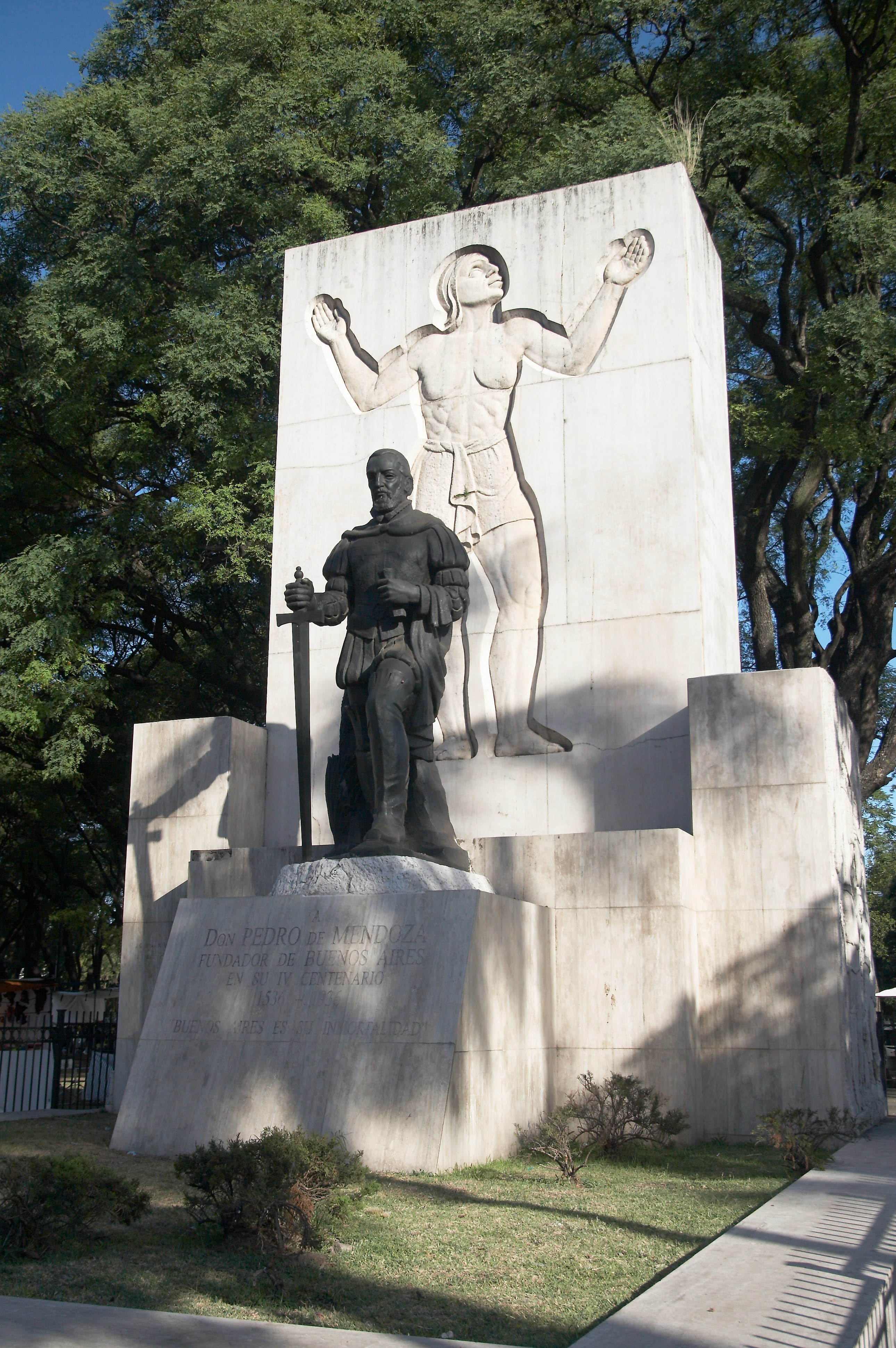
位於阿根廷聖特爾莫區附近的萊薩馬公園的門多薩紀念牌

佩卓·德·門多薩（西班牙語：Pedro de Mendoza，1499年—1537年6月23日）是西班牙征服者、軍人和探險家，也是新安達盧西亞州第一位阿德蘭塔多。1499年，佩卓·門多薩在西班牙格拉納達省瓜迪斯的貴族家庭出生。1524年開始，他成為阿爾坎塔拉騎士團的騎士，其後從事地理考察工作。1532年，他率領西班牙遠征隊建立布宜諾斯艾利斯（即現今阿根廷的首都）。
1534年，神聖羅馬皇帝查理五世任命佩卓·門多薩為拉布拉他平原第一位阿德蘭塔多，以及新安達盧西亞州總督。其管轄領地界於迪亞哥·德·阿馬格羅的新托雷多州、及西蒙·德·阿爾卡薩瓦-索托馬約爾的新雷昂州之間。1537年6月23日，佩卓·門多薩在大西洋的加納利群島附近海域逝世。